# Bernecke

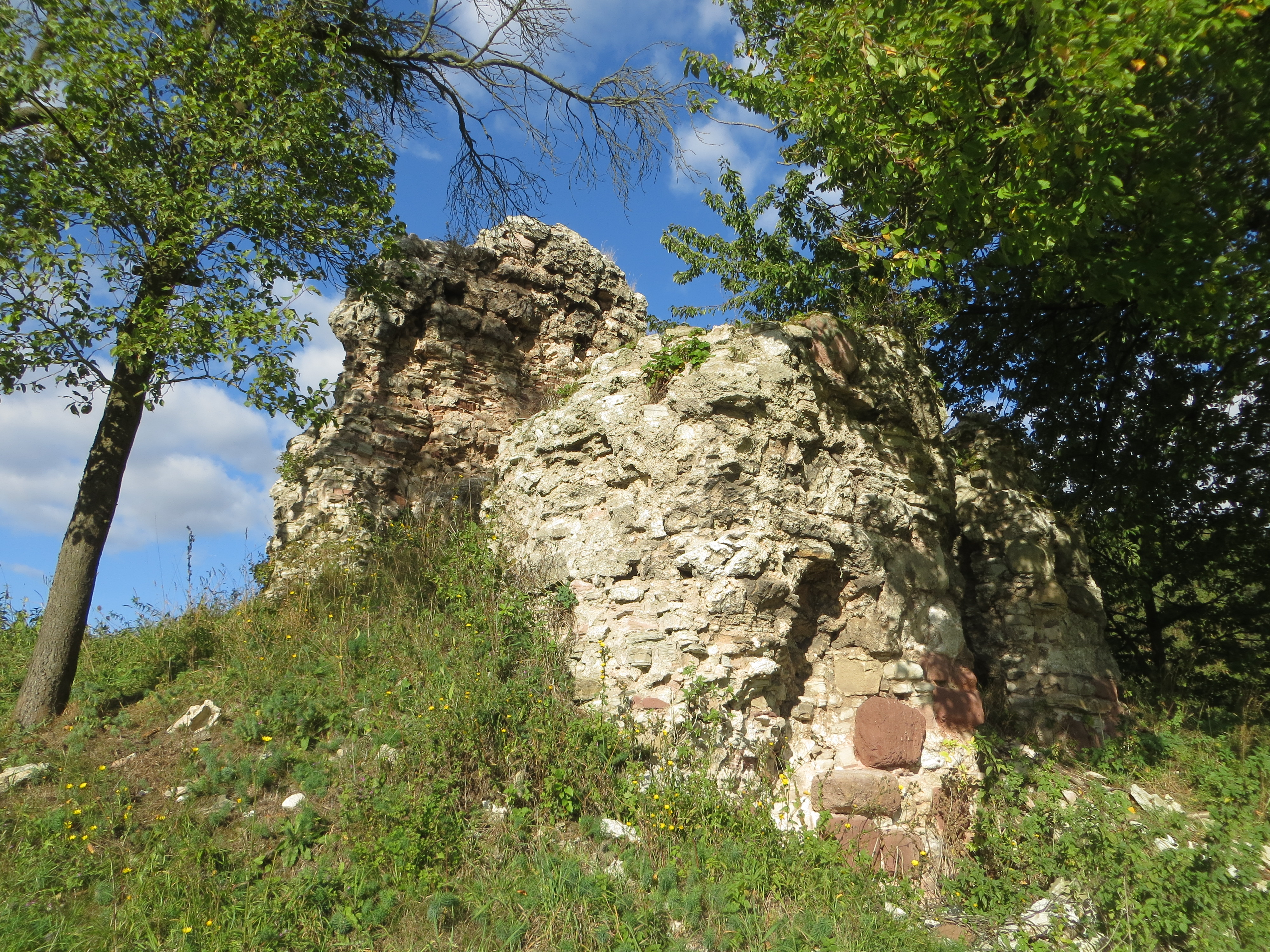
Die Ruine der Andreaskirche auf der Bernecke

Die Wüstung Bernecke befindet sich östlich des „Oberhahner Reviers“ bei Uftrungen im Landkreis Mansfeld-Südharz in Sachsen-Anhalt. Die Wüstung ist im örtlichem Denkmalverzeichnis als Bodendenkmal eingetragen.

## Geschichte
1341 wurde Bernecke in einem Tauschvertrag zwischen den Herrschaften Hohnstein und Stolberg genannt.

## Niedergang
Möglicherweise fiel diese Ansiedlung infolge der Raubzüge des Halberstädter Bischofs Burchard von Warberg 1418 zu Opfer, als er die Schlacht am Totenwege an der Heimkehle tobte. Die Dörfler sollen von da gen Uftrungen gezogen sein.

## Zeugnisse dieser Vergangenheit
Die Nordmauer der Restruine der romanischen Kapelle oder auch Andreaskirche genannt, ragen noch sechs Meter gut sichtbar empor. Zwei kleine romanische Fenster und Spuren eines Kreuzgratgewölbes sind noch gut erkennbar. In der Ostwand ist noch ein spitzbogiges Fenster vorhanden.